# Уилям Мърдок
Уилям Мърдок (на английски: William Murdoch) е шотландски инженер и изобретател. Според теориите шотландското име Мърдох (Murdoch) е променено в английския му вариант (Murdock), след преместването му в Англия.

## Ранни години
Уилям Мърдок е роден в град Къмнък, Източен Еършър, Шотландия. Той е третото от общо 7 деца в семейството на Джон Мърдок. Заедно с баща си изучава принципите на механиката, както и обработка на метал. През 1792 година той изобретил осветлението с каменовъглен газ.